# The Project Hate MCMXCIX
The Project Hate MCMXCIX (oft auch nur The Project Hate) ist eine schwedische Death-Metal-Band, die 1998 in Örebro gegründet wurde.

## Geschichte
The Project Hate MCMXCIX wurde 1998 von den langjährigen Freunden Lord K. Philipson und Jörgen Sandström (vormals bei Grave und Entombed) gegründet. Noch im selben Jahr vollendete die Band das von Philipson vorbereitete Album Deadmarch: Initiation of Blasphemy welches jedoch nie veröffentlicht wurde. Zusammen mit dem bekannten schwedischen Musikproduzenten Dan Swanö nahmen sie anschließend eine erste Demo auf und erhielten 1999 einen Plattenvertrag beim deutschen Label Massacre Records.
Im darauffolgenden Jahr erschien das Debütalbum Cybersonic Superchrist, das zwar von Kritikern positiv aufgenommen wurde, aber aufgrund mangelhaften Vertriebs ein kommerzieller Misserfolg war. Auch das 2001 nachfolgende Album When We Are Done, Your Flesh Will Be Ours ereilte das gleiche Schicksal. Da die Band hierfür ihr damaliges Label verantwortlich machte trennten sie sich schließlich 2002 von Massacre Records.
2002 gab die Band ein Konzert in Helsinki, welches als Live-Album unter dem Namen Killing Hellsinki im April 2003 veröffentlicht wurde. Noch im selben Jahr erschien das dritte Album Hate, Dominate, Congregate, Eliminate beim neuen Label Threeman Recordings.
Im Frühjahr 2005 begannen die Aufnahmen zum Album Armageddon March Eternal – Symphonies of Slit Wrists. An der Produktion war neben Dan Swanö auch Mieszko Talarczyk beteiligt, der auch an früheren Alben der Band mitgewirkt hatte. Da letzterer aber in der Tsunami-Katastrophe 2004 ums Leben kam verzögerte sich der Release bis Oktober 2005.
2006 wechselte die Band wiederum ihr Label und unterzeichnete einen Plattenvertrag bei StormVox, dem Label des schwedischen Schauspielers und Musikers Peter Stormare. Dort erschien dann auch 2007 das fünfte Album In Hora Mortis Nostræ. Im Juli 2009 erschien beim Label Vic Records das sechste Album The Lustrate Process.
Im Jahr 2010 verließ Sängerin Jonna Enckell die Band um sich auf ihre Solokarriere konzentrieren zu können. Sie wurde ersetzt durch Ruby Roque. Kurz darauf schied auch Bassist Michael Håkansson aus der Band aus. Seinen Part übernimmt nun übergangsweise Philipson. Zuletzt wurde noch Schlagzeuger Thomas Ohlsson gegen Tobias Gustafsson (Vomitory, Torture Division) ausgetauscht.

## Stil
The Project Hate sind eine Death-Metal-Band, deren Musik experimentelle und für Death Metal eher untypische Ansätze enthält. So weisen insbesondere die späteren Alben häufig Einflüsse elektronischer Musik auf, die dem Industrial nahekommen. Kennzeichnend für die Musik sind außerdem kurze Gitarrensoli und ein Wechselspiel zwischen männlichem Growling und klarem weiblichem Gesang.

## Diskografie
- 1998: Deadmarch: Initiation of Blasphemy
- 2000: Cybersonic Superchrist
- 2001: When We Are Done, Your Flesh Will Be Ours
- 2003: Killing Hellsinki (Live-Album)
- 2003: Hate, Dominate, Congregate, Eliminate
- 2005: Armageddon March Eternal – Symphonies of Slit Wrists
- 2007: In Hora Mortis Nostræ
- 2009: The Lustrate Process
- 2011: Bleeding the New Apocalypse - Cum Victriciis In Manibus Armis
- 2012: The Cadaverous Retaliation Agenda